# Лиха зустріч у Ланкмарі
«Лиха зустріч у Ланкмарі» (англ. Ill Met in Lankhmar) — повість Фріца Лайбера в жанрі меч і чари про Фафгрда та Сірого Мишолова. 
Входить до збірки «Мечі та чортівня».
Повість завоювала нагороди «Неб'юла» 1970 року та «Г'юго» 1971 року за найкращу повість.

## Сюжет
Однієї темної ночі в Ланкмарі, Фіссіф і Слевяс, члени Гільдії Злодіїв, обкрадають торговця дорогоцінним камінням. Повертаючись до Будинку Злодіїв, вони потрапляють у засідку Сірого Мишолова та Фафхрда, які спочатку діяли незалежно. Впізнавши споріднені душі, вони погоджуються розділити здобич. Вони повертаються до помешкання Мишолова, де Фафхрд знайомиться з його коханою Івріан, а Івріан зустрічає кохання Фафхрда — Влану.
Влана просить Івріан умовити Мишолова приєднатись до Фафхрда, який обіцяв Влані помститись Гільдії Злодіїв за дискримінацію Влани.
Мишолов та Фафхрд напідпитку придумують спосіб проникнення в штаб-квартиру гільдії Будинок Злодіїв під виглядом членів Гільдії Жебраків. Спочатку вони досягли успіху, але на аудієнції з головою гільдії Кровасом їхнє маскування викривають. Тікаючи, вони повертаються до помешкання Мишолова, але з жахом виявляють, що обидві дівчини були задушені чарами та частково з'їдені гігантськими щурами, а також Сливикіним, щуроподібним звіром-відьмою, викликаним чорнокнижником Кроваса, Христоміло.
У горі та гніві вони повертаються до Будинку Злодіїв і вриваються туди, викликаючи паніку та хаос. Вони вбивають Христоміла, перш ніж втекти з міста.